# Ultimates 1
Ultimates 1 è la definizione con cui viene indicata il primo ciclo narrativo di Ultimates, serie a fumetti pubblicato dalla Marvel Comics e tradotta in italiano da Panini Comics. Scritto da Mark Millar, disegnato da Bryan Hitch, colorato da Paul Mounts, chinato da Andrew Currie nella prima metà e successivamente da Paul Neary. Fa parte dell'universo Ultimate Marvel. Prevista inizialmente con periodicità mensile, la serie ha subito molti ritardi, causati dagli impegni dello scrittore e dalla lentezza del disegnatore. Composta da tredici numeri, è iniziata nel gennaio 2002 e si è conclusa nel gennaio 2004.
La prima parte della saga è apparsa dal numero 1 al 4 dell'edizione italiana tra il novembre del 2002 e il maggio 2003 e comprende: Super Umano e Grande (sul n. 1), 21th Century Boy e Tuono (sul n.  2), Hulk spacca Manhattan! e Giant-Man contro Wasp (sul n. 3), Nuovo sangue e I professionisti (sul n. 4). La seconda parte è apparsa sui numeri dal 7 al 9 tra il novembre 2003 e il luglio 2004 e comprende: Guerra di mondi e Il diavolo nell'ombra (sul n. 7), L'arte della guerra e Individui di distruzione di massa (sul n. 8), Come imparai ad amare Hulk (sul n. 9).

## Trama
Il fumetto inizia con un antefatto: nel 1945, Capitan America guida una missione per sabotare il prototipo di una bomba ad idrogeno progettata dai nazisti, ma per compiere il suo dovere si aggrappa al razzo, che viene lanciato; Cap riesce a far esplodere l'ordigno in aria, ma cade nell'oceano Atlantico.
La narrazione passa quindi ai giorni nostri; in una New York devastata da Hulk, si incontrano Nick Fury e Bruce Banner per discutere della nuova squadra, di cui faranno parte Iron Man e la coppia Giant-Man, che proprio in questo numero testa il suo potere, e Wasp. Inoltre viene ritrovato il corpo ibernato di Capitan America. Una volta risvegliatosi e presa coscienza di quanto accadutogli (in maniera non indolore), si reca a ritrovare la sua vecchia "spalla" Bucky, ora sposato con colei che sarebbe dovuta diventare sua moglie alla fine della seconda guerra mondiale. Per quanto riguarda Thor, contattato da Fury e Banner, egli si dichiara fin dall'inizio contrario agli Ultimates, definendoli come un'organizzazione imperialista asservita al potere corrotto americano, piuttosto che una forza di pace e ne rimane così estraneo.
Dopo la presentazione ufficiale del gruppo nel Triskelion, la loro base, Bruce Banner ha una discussione con la fidanzata Betty Ross, PR degli Ultimates. Quest'ultima, perennemente fredda e cinica, rimprovera continuamente il dottor Banner di non avere abbastanza intraprendenza e di lasciarsi scavalcare dagli altri (Hank Pym è appena stato promosso a numero uno del progetto super soldato, mentre il posto doveva essere di Banner). Per questo il dottore, spinto da un misto di gelosia e frustrazione, si inietta nuovamente il siero per diventare Hulk.
L'intera squadra si mobilita per fermare il gigantesco essere (grigio, come nella prima versione "classica"), diretto da Betty Ross con l'intenzione di possederla. Ogni componente del gruppo tenta di fermarlo: Giant-Man prima, quindi Iron Man, Capitan America a bordo di un carro armato e Thor (intervenuto all'ultimo momento per tentare di salvare gli innocenti coinvolti), ma viene sconfitto solo da Wasp che si intrufola nel cervello di Banner attraverso l'orecchio.
La prima parte si conclude con Capitan America e Thor a cena da Tony Stark, in cui si aprono: in particolare Tony racconta del suo tumore al cervello e Thor si dichiara estraneo alle meccaniche mediatiche del gruppo, ma in caso di pericolo per la vita delle persone, si dichiara pronto ad intervenire. Nel frattempo Henry Pym è abbattuto per il suo fallimento e la moglie Janet tenta di consolarlo, ma la discussione degenera in rissa e Janet, in forma di vespa, viene assalita dalle formiche comandate dal marito.
Bruce Banner è rinchiuso in una stanza di sicurezza al Triskelion e parla con Betty dell'accaduto, Capitan America localizza Giant-Man e quindi va a cercarlo mentre il resto della squadra si riposa. I nuovi membri degli Ultimates, Vedova Nera e Occhio di Falco vanno all'attacco, con l'aiuto dei mutanti Quicksilver e Scarlet, di una base dei chitauri, razza aliena pronta ad invadere alla terra; pur con qualche momento di crisi, l'azione riesce. Capitan America raggiunge Giant-Man e, dopo un brevissimo dialogo, scoppia una rissa: Hanry Pym diventa gigante ma Cap riesce comunque a stenderlo a terra.
Viene scoperta una base dall'intelligence e Nick Fury guida una missione per distruggerla, lasciando però il Triskelion indifeso; in realtà l'informazione era una trappola e una bomba esplode all'arrivo delle truppe, mentre alla base i chitauri conducono un assalto parallelo e si impadroniscono dell'edificio, solo Wasp riesce a salvarsi.
Anche Janet viene catturata dal capo degli alieni, che si prepara quindi ad un assalto su scala mondiale con tanto di astronavi, una missione preparata da anni con l'aiuto di droghe introdotte negli impianti idrici e microchip sottocutanei. Ma poco prima che l'invasione abbia inizio, si scopre che Iron Man ha creato un campo di forza che ha salvato una gran parte dell'esercito e Thor, grazie al suo martello, teletrasporta i militari nella base aliena.
Inizia quindi una battaglia epica con i supereroi che guidano l'azione, vengono distrutte numerose navi aliene, Thor scatena la sua forza creando una tempesta di fulmini, Iron Man assume il ruolo di eroe rischiando la propria vita pur essendo allo stremo delle forze, ispirato da un bambino e da alcuni soldati (che si riveleranno solo egoisti); Capitan America, con l'aiuto di Nick Fury mette ko il capo chitauro in un impeto di nazionalismo (insultando incidentalmente anche la Francia) e solo l'intervento di Hulk metterà fine alla situazione: gettato dall'aereo da un gruppo di militari (che lo insultano e lo picchiano per stimolare la trasformazione) e manipolato da Cap, uccide prima il capo degli alieni (credendo che questo avesse fatto sesso con Betty) e quindi abbatte numerosi aerei. Occhio di Falco e Vedova nera guidano una truppa per impadronirsi del Triskelion e vi scoprono una bomba atomica, che Thor, all'ultimo istante, teletrasporta in un'altra dimensione.
La serie si conclude con una festa alla Casa Bianca in cui tutti, a parte Bruce Banner, nuovamente rinchiuso nella stanza di sicurezza, sono stati invitati e durante il quale Janet Pym bacia Capitan America (sempre in uniforme).